# Pietronki
Pietronki – wieś w Polsce położona w województwie wielkopolskim, w powiecie chodzieskim, w gminie Chodzież.
W latach 1975–1998 miejscowość administracyjnie należała do województwa pilskiego.
Wieś sołecka - zobacz jednostki pomocnicze gminy Chodzież w BIP
We wsi znajduje się  pałac, wybudowany został po 1893 roku przez ówczesnego właściciela wsi Hermana von Leipzigera z okazji jego ślubu z hrabianką Eweliną von Rittberg. W 1901 posiadłość nabył hrabia Ignacy Bniński, prezes Towarzystwa Sztuk Pięknych w Poznaniu, który całkowicie przebudował pałac. Jego bryła zachowała się do dzisiaj. Hrabia Ignacy Bniński, wielki miłośnik sztuki, gościł w Pietronkach wielu przedstawicieli świata artystycznego. Bywali tu m.in. malarz Julian Fałat, rzeźbiarz Sylwester Mańczak, a kolekcja dzieł sztuki w pałacu była jedną z najciekawszych w Wielkopolsce. Hrabia Bniński zmarł w 1920 i został pochowany na Cmentarzu w Pietronkach. Po 1945 pałac popadł w ruinę. W 1978 został odrestaurowany i obecnie znajduje się tu centrum szkoleniowo konferencyjne.